# Haber-Boschev proces
Habrov ali Haber-Boschev proces je industrijska implementacija reakcije elementarnega dušika in vodika, v kateri nastane amonijak, in hkrati glavni industrijski proces za proizvodnjo amonijaka:
N2 + 3 H2 → 2 NH3   (ΔHr = −92,4 kJ•mol−1)
Proces je na začetku 20. stoletja razvil nemški kemik Fritz Haber in zanj leta 1918 prejel Nobelovo nagrado za kemijo. Proces je dodelal nemški kemik Carl Bosch, ki je leta 1931  skupaj s Friedrichom Bergiusom prejel Nobelovo nagrado za dosežke na področju visokotlačne kemijske tehnologije.
Proizvodnja amonijaka je bila pred njegovim odkritjem skrajno omejena. Industrijsko so ga proizvajali po Birkeland-Eydejevem postopku, ki je bil energijsko izredno potraten. 

## Ozadje
Dušik je zelo pomembno, vendar težko dostopno hranilo za rastline. Ključna sta tudi ogljik in kisik, katera rastline laže pridobijo iz zemlje in zraka. Vsebnost dušika v zraku je zelo visoka, 78 vol. %, vendar je zaradi močne trojne vezi tako nereaktiven, da je za rastline neuporaben. V biološko uporabno obliko se lahko pretvori samo preko kakšnega kemičnega ali biološkega procesa. 
Ocenjuje se, da umetna gnojila iz amonijaka, proizvedenega po Habrovem postopku, prehranjujejo približno tretjino svetovnega prebivalstva.  Ocenjuje se tudi, da je tako proizveden amonijak zaslužen za približno polovico beljakovin  v človeški prehrani. Drugo polovico za to potrebnega dušika proizvedejo  dušikove bakterije in arheje.

## Zgodovina
Na začetku 20. stoletja je več kemikov poskušalo proizvesti amonijak iz dušika v zraku.
Glavni Habrov sodelavec v razvoju visokotlačnega reaktorja za sintezo amonijaka je bil britanski kemik Robert Le Rossignol (1884-1976). Svoj dosežek sta prikazala poleti 1909 in po kapljicah proizvedla 125 ml amonijaka na uro. Postopek je odkupila nemška kemična tovarna BASF in zadolžila Carla Boscha, da iz Habrovega  laboratorijskega aparata razvije industrijski proces. Boschu je to uspelo že leta 1910.
Prvi amonijak po Habrovem postopku so v industrijskem merilu proizvedli leta 1913 v BASFovi tovarni v Oppauu. Dnevna proizvodnja je znašala 20 ton. Med I. svetovno vojno se je sintetski amonijak uporabljal za proizvodnjo dušikove kisline, surovine za proizvodnjo eksplozivov. Zavezniki so eksplozive proizvajali iz natrijevega nitrata – čilskega solitra, katerega zaloge so bile skoraj v celoti v lasti britanskih industrijalcev. Nemčija takšnih naravnih virov ni imela, zato je bil Haberjev postopek kjučnega pomena za nemške vojaške uspehe.

## Proces
Sinteza amonijaka poteka pri tlaku 15-25 MPa (200-250 bar) in temperaturi 400–500 °C. Reakcijska zmes prehaja skozi štiri sloje katalizatorja in se po vsakem prehodu hladi, da bi se vzdrževala sprejemljiva ravnotežna konstanta. Pri vsakem prehodu je izkoristek samo približno 15 %, z vračanjem nezreagiranih plinov na začetek procesa pa se doseže približno 95 % izkoristek.

### Priprava surovin

#### Razžveplanje zemeljskega plina
Surovina za vodik je zemeljski plin, se pravi metan, ki vsebuje nekaj žveplovih spojin, navarnih za zastrupitev katalizatorja. Odstranjevanje žveplovih spojin poteka s cinkovim oksidom pri temperaturah okoli 100 °C v naslednji kemijski reakciji:
ZnO  + H2S → ZnS + H2O

#### Pridobivanje vodika
Vodik se pridobiva s katalitskim parnim reformingom metana iz zemeljskega plina z zrakom, iz katerega se je med delnim zgorevanjem metana izločil kisik. Proces poteka pri 820 °C na nikljevem katalizatorju v naslednji kemijski reakciji:
CH4 + H2O → CO + 3 H2
Del metana se zaradi lokalnih prebitkov vodne pare pretvori tudi v ogljikov dioksid:
CH4 + H2O → CO2 + 4 H2
V izvirnem Boschevem procesu se je vodik proizvajal z elektrolizo vode. 

#### Sekundarni reforming in vnos dušika
Molsko razmerje dušika in vodika v sinteznem plinu mora biti 1:3. Vodiku se  mora zato dodati dušik, ki se je v preteklosti pridobival s frakcionirno destilacijo utekočinjenega zraka. V sodobnih procesih se pridobiva tako, da se zraku doda nekaj metana, ki nato z vsem kisikom zgori v ogljikov monoksid: 
2 CH4 + O2 → 2 CO + 4 H2

#### Konverzija ogljikovega monoksida
Ogljikov monoksid je zaradi majhne reaktivnosti težko ločiti od vodika, zato se ga katalitsko oksidira v ogljikov dioksid: 
CO + H2O ↔ CO2 + H2
Konverzija poteka v dveh stopnjah z dvema različnima katalizatorjema. Visokotemperaturna konverzija poteka pri 300-500 °C na železovih ali kromovih oksidih, nizkotemperaturna pa na  bakrovih in cinkovih oksidih pri temperaturi okoli 200 °C.

#### Odstranjevanje ogljikovega dioksida
Ogljikov dioksid se loči od vodika z vpihavanjem v raztopino kalijevega karbonata pri 105 °C:
K2CO3 + CO2 + H2O ↔ 2 KHCO3

#### Odstranjevanje sledov kisika
Sledovi kisika in njegovih spojin zastrupljajo katalizator, zato jih je treba odstraniti iz reakcijske zmesi: 
O2 + 2 H2 → 2 H2O
V reakciji lahko nastaja tudi metan. Takšen proces se imenuje metaniranje:
CO + 3 H2 → CH4 + H2O
CO2 + 4 H2 → CH4 + 2 H2O

### Hitrost reakcije in ravnotežje
| Temperatura (°C) | Kp          |
| ---------------- | ----------- |
| 300              | 4,34 x 10−3 |
| 400              | 1,64 x 10−4 |
| 450              | 4,51 x 10−5 |
| 500              | 1.45 x 10−5 |
| 550              | 5.38 x 10−6 |
| 600              | 2,25 x 10−6 |

Dušik je zaradi močne trojne vezi N≡N zelo nereaktiven. V Habrovem procesu razpad trojne vezi pospešijo katalizatorji. Sinteza sama je kompromis med dvema nasprotujočima si parametroma: hitrostjo reakcije in položajem reakcijskega ravnotežja. Pri sobni temperaturi je ravnotežje skrajno ugodno v korist amonijaka, vendar reakcija pri tej temperaturi ne poteka z merljivo hitrostjo. Za rešitev slednjega problema je seveda treba dvigniti temperaturo, ker je reakcija eksotermna, pa doseže konstanta ravnotežja, računana v atm, vrednost 1 že  pri približno 150  ali 200 °C (Le Chatelierjev princip).
Nad to temperaturo postane pri atmosferskem tlaku ravnotežje kmalu zelo neugodno (Van't Hoffova enačba), katalizatorji pa postanejo učinkoviti šele pri najmanj 400 °C. Da bi reakcijsko ravnotežje pomaknilo  v desno, je očitno treba povečati tlak, ker iz štirih molov reaktantov nastaneta samo dva mola produktov. Za gospodaren izkoristek reakcije je treba tlak dvigniti na približno 200 atm. Obratovanje pri visokih tlakih pomeni zelo drago razkošje. Cevi in reaktorji morajo biti ojačani, ventili bolj tesni, kompresorji trošijo več energije in ne nazadnje je vprašljiva tudi varnost. Gospodaren kompromis je 15 % izkoristek pri posameznem prehodu skozi katalizator. 
Drug način za povečanje izkoristka je odstranjevanje produktov iz reakcijske zmesi, ki pomika ravnotežje reakcije v desno. V praksi se amonijak zaradi previsoke temperature ne odstranjuje iz reakcije same, ampak potem, ko zapusti reaktor. Reakcijski produkti se ohladijo do te mere, da se amonijak pri še vedno visokem tlaku utekočini in odstrani v tekoči obliki.  Nezreagirana dušik in vodik se nato vrneta v reaktor.

#### Katalizatorji
Najbolj priljubljeni so železovi katalizatorji, podprti s K2O, CaO, SiO2 in Al2O3. Prvi Haber-Boschev reaktor je za katalizator uporabljal osmij. Haber je omenil, da je najboljši katalizator uran, vendar je težko dostopen. Leta 1909 je oden on BASFovih raziskovalcev, Alwin Mittasch, pod  Boschevim vodstvov odkril mnogo cenejši železov katalizator, ki se še vedno uporablja. Nekateri proizvajalci amonijaka uporabljajo tudi katalizatorje na osnovi rutenija, ki  so bolj aktivni in zato ne zahtevajo tako ostrih reakcijskih pogojev.  Pripravljajo se z razpadom trirutenijevega dodekakarbonila na grafitu.
Industrijski železovi katalizatorji se pripravljajo iz finega železovega prahu, ki se običajno pripravi z redukcijo zelo čistega magnetita (Fe3O4). Uprašeno kovinsko železo se žari (oksidira) do primerno velikih delcev magnetita. Delci magnetita se nato delno reducirajo, da se del kisika odcepi. Nastali katalizator ima jedro iz magnetita, obdano z lupino vustita (FeO), ki je na površini prevlečen s kovinskim železom. Katalizator med redukcijo obdrži večino svojega volumna, zato je zelo porozen in ima veliko specifično površino, kar poveča njegovo učinkovitost. Manjše količine dodanih nečistoč, vključno s kalcijevim in aluminijevim oksidom, pomagajo železu vzdrževati veliko površino. CaO, Al2O3, K2O in SiO2 so imuni na redukcijo z vodikom.
Za reakcijski mehanizem na heterogenem katalizatorju se domneva, da vključuje naslednje korake:
1. N2 (g) → N2 (adsorbiran)
2. N2 (adsorbiran) → 2 N (adsorbiran)
3. H2(g) → H2 (adsorbiran)
4. H2 (adsorbiran) → 2 H (adsorbiran)
5. N (adsorbiran) + 3 H(adsorbiran)→ NH3 (adsorbiran)
6. NH3 (adsorbiran) → NH3 (g)

Reakcija 5 poteka v treh korakih NH → NH2 → NH3. Eksperimentalni podatki kažejo, da je reakcija 2 počasna in zato ključna za hitrost procesa. Podatki niso nepričakovani, saj je trojna vez N≡N najmočnejša vez, ki jo je treba prekiniti.
Glavni prispevek k razjasnitvi reakcijskega mehanizma je dal nemški fizik Gerhard Ertl.

## Vpliv na gospodarstvo in okolje
Iz amonijaka, proizvedenega po Haber-Boschevem postopku, se proizvede približno 450 milijonov ton dušikovih gnojil letno. Med njimi prevladujejo brezvodni amonijak, amonijev nitrat in sečnina. V procesu se porabi 3-5 % svetovne proizvodnje naravnega plina (~1–2 % svetovne porabe energije). Dušikova gnojila  so v kombinaciji s pesticidi  početverila produktivnost obdelovalne zemlje.
Haber-Boschev proces je dramatično vplival na človekovo sposobnost pridelave hrane in bil zato nekakšen detonator eksplozije svetovnega prebivalstva. Število prebivalcev na Zemlji se je z 1,6 milijarde leta 1900 do danes povečalo na 7 milijard. Iz procesa izvira skoraj 80 % dušika v človeških  tkivih. Ker je učinkovitost izrabe dušika običajno manj kot 50 %, ima obsežna  industrijska predelava inertnega zračnega dušika  v vodotopne hranilne spojine zelo moteč vpliv na naš biološki habitat.